# 甲府温泉
甲府温泉（こうふおんせん）は、山梨県甲府市にある温泉である。

## 泉質
- 弱アルカリ性炭酸水素塩泉[1]
- 泉温:46℃[2]
- 源泉数：1

## 歴史
元々甲府市街は温泉が湧出しやすい地域とされており、江戸時代には甲府城築城の際、その南側に温泉が湧くなど周辺で温泉が出た記録がいくつか存在する。
甲府温泉としては自由民権運動家の小田切謙明が1879年（明治12年）に甲府城の掘り近くに「海州温泉」として開湯したのが始まりとされている。1934年（昭和9年）に湯村温泉付近で新たな源泉が発掘されるとそれを追うように中心部でも温泉の掘削が行われ、次々と旅館が建立される。吉田初三郎が描いた「泉都甲府」には南アルプスを背に甲府城周辺で温泉の湯気がもうもうと立ちのぼる様子が描かれている。これらの旅館は甲府空襲により焼失したが、温泉が湧出し続けていたことから露天風呂として開放されていた。
現在の源泉は1965年（昭和40年）にホテル談露館をはじめとする近隣旅館8軒によって試掘されたものである。現在もホテル談露館の敷地内に源泉があり、ここから各温泉宿へ分湯されている。

## 温泉街
甲府市の中心部にある丸の内地区と中央地区に複数の温泉宿が存在する。周辺が官公庁街および繁華街であり、温泉街という雰囲気は少ない。ほとんどがシティホテルまたはビジネスホテルであり、施設内に温泉浴場がある。
県庁所在地の主要駅前繁華街に温泉宿があるのは他には鳥取温泉（鳥取市）が存在する。県庁所在地の繁華街にある温泉として他には松江しんじ湖温泉（松江市）、道後温泉（松山市）、湯田温泉（山口市）などが挙げられるが、これらは温泉が湧出した後に温泉街から繁華街に発展したことから、県庁が設置されてそれなりの繁華街が形成された中で温泉が湧出した甲府温泉や鳥取温泉と性質がやや異なる。

## 交通アクセス
- 中央本線甲府駅より徒歩10分